# 容若玉
容若玉（1540年—？），字潔夫，號昆石，直隸安慶府懷寧縣人，民籍，明朝政治人物、進士出身。

## 生平
萬曆元年（1573年）癸酉科應天府鄉試第八十一名，會試第一百十一名，萬曆二年（1574年）登甲戌科進士第二甲第二十九名。十一年二月由南京刑部员外郎升河南佥事，十四年二月升江西右参议。

## 家族
曾祖父容濟；祖父容仁；父容恭，曾任審理副。嫡母許氏；生母韓氏。慈侍下。弟若春。